# Лёгкая атлетика на летних Олимпийских играх 1904 — бег на 1500 метров
Соревнования по бегу на 1500 метров среди мужчин на летних Олимпийских играх 1904 прошли 3 сентября. Приняли участие девять спортсменов из трёх стран.

## Призёры
| Золото            | Серебро           | Бронза         |
| Джим Лайтбоди США | Уильям Вернер США | Лейси Хирн США |

## Рекорды
| Мировой рекорд     | Официального рекорда не было до 8 июня 1912 года | —      |                |              |  |
| Олимпийский рекорд | Чарльз Беннетт (GBR)                             | 4:06,2 | Париж, Франция | 15 июля 1900 |  |

## Соревнование
| Место | Спортсмен              | Результат  |
| ----- | ---------------------- | ---------- |
| 1     | Джим Лайтбоди (USA)    | 4:05,4 OR  |
| 2     | Уильям Вернер (USA)    | 4:06,8     |
| 3     | Лейси Хирн (USA)       | Неизвестен |
| 4     | Дэвид Мансон (USA)     | Неизвестен |
| 5     | Йоханнес Рунге (GER)   | Неизвестен |
| 6     | Питер Дир (CAN)        | Неизвестен |
| 7     | Говард Валентайн (USA) | Неизвестен |
| 8     | Харви Кон (USA)        | Неизвестен |
| 9     | Чарльз Бэкон (USA)     | Неизвестен |